# Puig Girau
El Puig Girau és una muntanya de 282,1 metres que es troba entre les comunes de Banyuls de la Marenda i de Portvendres, a la comarca del Rosselló, de la Catalunya del Nord. Està situat a la zona nord-oest del terme de Banyuls de la Marenda, i a la sud-oest del de Portvendres.